# Irving Brinton Holley
Irving Brinton Holley Jr. (* 8. Februar 1919 in Torrington, Connecticut; † 12. August 2013 in Durham, North Carolina) war ein US-amerikanischer Militär- und Technikhistoriker.

## Leben
Holley studierte am Amherst College mit dem Bachelor-Abschluss cum laude 1940. Weitere Studien in Yale wurden durch den Zweiten Weltkrieg unterbrochen, in dem er Kanonier bei den United States Army Air Forces war, als Ausbilder fungierte und ab 1944 als Analyst im Hauptzentrum der Air Forces für Nachschub in Wright Field in Dayton die Entwicklung von Militärflugzeugen in den USA und deren Produktion in den Zwischenkriegsjahren untersuchte. 1946 wurde er aus dem Militär entlassen und lehrte am Industrial College of the Armed Forces sowie nach der Promotion in Yale 1947 an der Duke University. 1989 ging er an der Duke University in den Ruhestand. Er war gleichzeitig bis 1981 Reservist der Air Force und brachte es bis zum Major General.
Neben Fragen der Militärindustrie untersuchte er auch die Geschichte des Autobahnbaus in den USA. 1991 erhielt er den Samuel Eliot Morison Prize. Er erhielt hohe zivile Auszeichnungen der U.S. Air Force und die Legion of Merit.

## Schriften
- Ideas and Weapons, Yale University Press, 1983
- The transfer of ideas. Historical Essays, 1968
- General John M. Palmer, Citizen Soldiers, and the Army of a Democracy, Praeger 1982
- Buying Aircraft: Material Procurement for the Army Air Forces, Washington, D.C.: Army Center for Military History, 1964, 1989
- The Highway Revolution, 1895-1925: How the United States Got Out of the Mud, Carolina Academic Press, 2008